# Fougerolles (Indre)
Fougerolles ist eine französische Gemeinde mit 352 Einwohnern (Stand: 1. Januar 2022) im Département Indre in der Region Centre-Val de Loire; sie gehört zum Arrondissement La Châtre und zum Kanton Neuvy-Saint-Sépulchre. Die Einwohner werden Fougerollais genannt.

## Geographie
Fougerolles liegt etwa 35 Kilometer südsüdöstlich von Châteauroux am Fluss Gourdon. Nachbargemeinden von Fougerolles sind Tranzault im Norden und Nordwesten, Sarzay im Osten und Nordosten, Chassignolles im Südosten, Saint-Denis-de-Jouhet im Süden sowie Neuvy-Saint-Sépulchre im Westen und Nordwesten.

## Bevölkerungsentwicklung
| Jahr                      | 1962 | 1968 | 1975 | 1982 | 1990 | 1999 | 2006 | 2013 |
| Einwohner                 | 385  | 377  | 311  | 289  | 281  | 287  | 314  | 340  |
| Quelle: Cassini und INSEE |      |      |      |      |      |      |      |      |

## Sehenswürdigkeiten
- Kirche Saint-Pierre aus dem 12. Jahrhundert
- Zisterzienserkloster Varennes aus dem 12. Jahrhundert, seit 1994 Monument historique
- Burg Fromenteau aus dem 15. Jahrhundert
- Burg Rochefolle

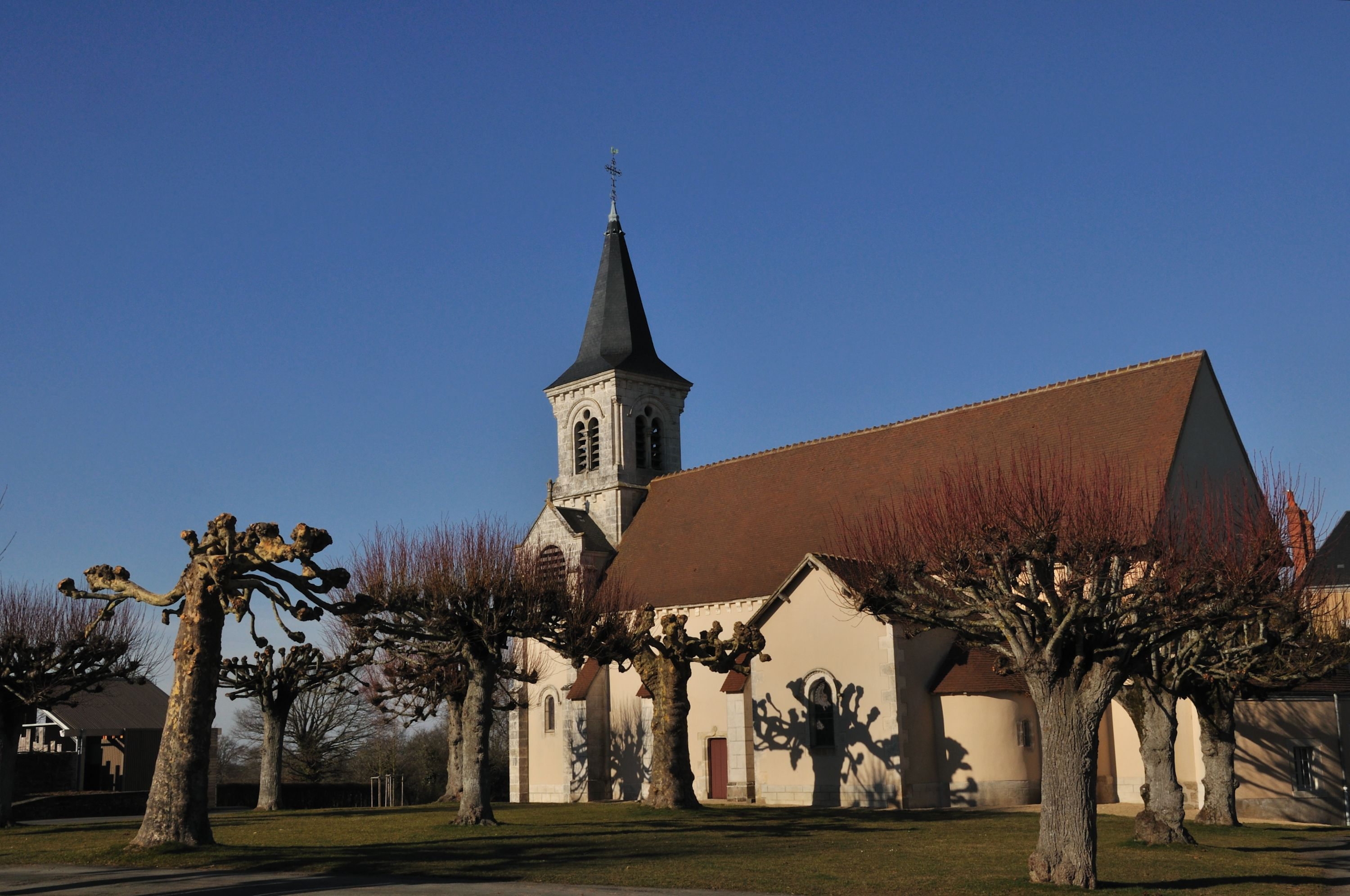
Kirche Saint-Pierre
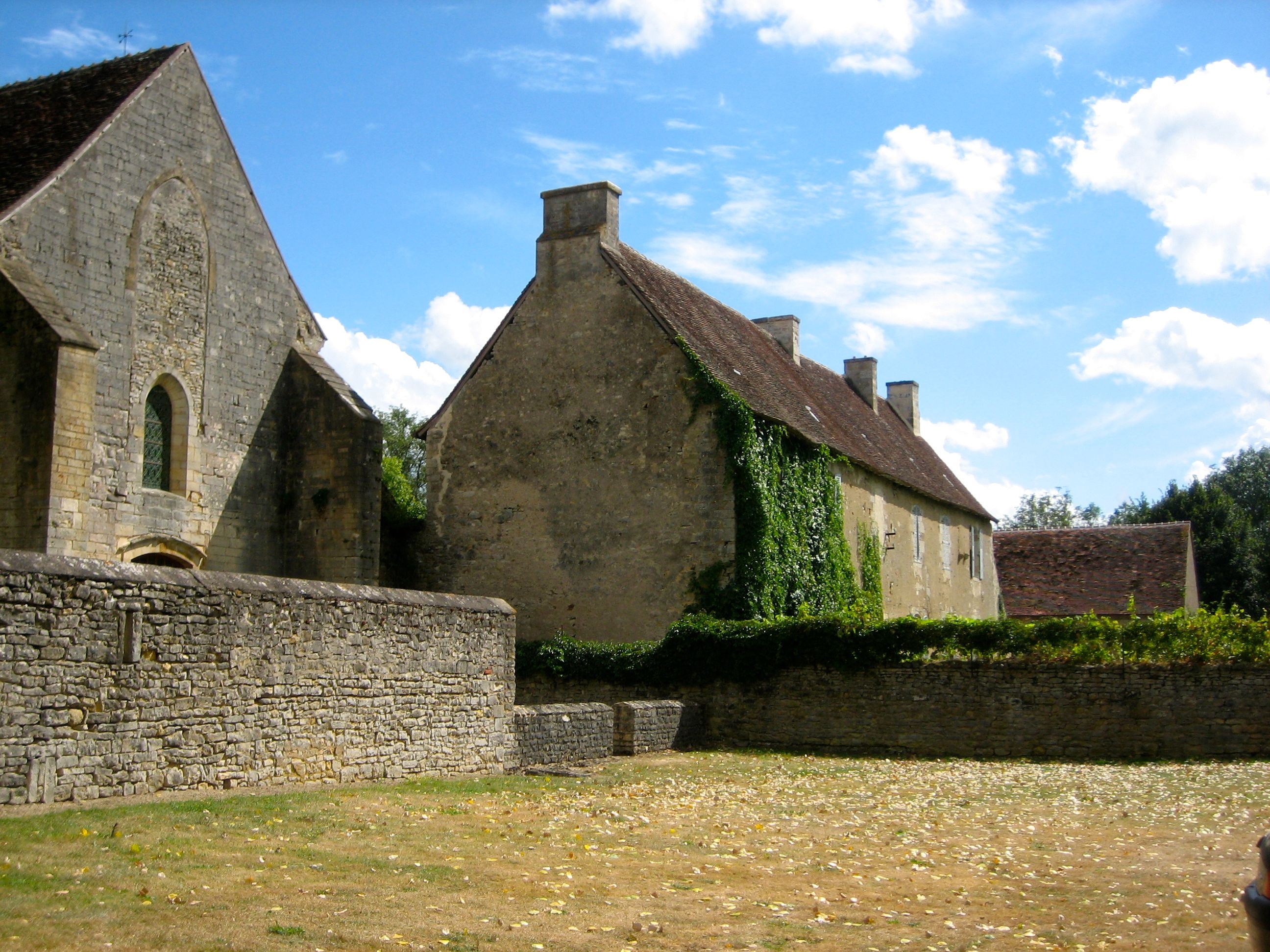
Kloster Varennes